# Système éducatif en Suisse
 (septembre 2018).
Si vous disposez d'ouvrages ou d'articles de référence ou si vous connaissez des sites web de qualité traitant du thème abordé ici, merci de compléter l'article en donnant les références utiles à sa vérifiabilité et en les liant à la section « Notes et références ».
Même si des tentatives d'harmonisation ont d'ores et déjà abouti, il est légitime de considérer que la Suisse compte 26 systèmes éducatifs, soit un par canton. En effet, les compétences des autorités fédérales suisses sont limitées en matière d'école obligatoire, laquelle comprend le primaire et le secondaire I (jusqu'à 16 ans). En ce qui les concerne, il est en conséquence peu approprié de parler de système éducatif suisse.

## Description
Le concordat sur la coordination scolaire de 1970 est la base légale de la coopération intercantonale dans le domaine de l’éducation et définit des caractéristiques structurelles importantes de l’école obligatoire (âge d’entrée à l’école, durée de la scolarité obligatoire). D'autres accords conclus dans les années 1980 et 1990 permettent quant à eux d’assurer la reconnaissance des diplômes de fin d’études à l’échelon national ainsi que la mobilité sur l’ensemble du pays au niveau de l’enseignement post-obligatoire.
La Conférence suisse des directeurs cantonaux de l'instruction publique (CDIP) a négocié un nouveau concordat sur l'harmonisation scolaire (projet HarmoS) de 2001 à 2007, et le 21 mai 2006, le peuple suisse s'est prononcé en faveur d'une uniformisation du système éducatif au niveau fédéral. Le 1er août 2009, le concordat HarmoS entre en vigueur dans les cantons l'ayant ratifié.
Pour simplifier, il est possible de schématiser le système suisse d'éducation et de le diviser en trois niveaux : 
1. le primaire (divisions élémentaire et moyenne)
2. le secondaire (I et II),
3. le tertiaire (A et B).

L'école obligatoire constitue la base du système scolaire suisse. Celle-ci dure généralement neuf ans. Elle est répartie entre le degré primaire et le degré secondaire I. Dans la plupart des cantons, le degré primaire dure 6 ans. Le degré secondaire I y fait suite, généralement pour une durée de 3 ans. Avec lui s'achève l'obligation scolaire. 
En principe, l'âge des enfants est arrêté au 30 juin ou 31 juillet (suivant les Cantons) ; ainsi les enfants d'une même classe ont le même âge à la rentrée.
Comme préparation au niveau primaire, on distingue le degré préprimaire. Aussi appelé école élémentaire, ce degré ne fait pas partie de la scolarité obligatoire. 
Le degré secondaire est lui aussi subdivisé en deux parties, l'une faisant partie de l'école obligatoire, l'autre non : le degré secondaire I (d'une durée de 3 ans généralement) et le degré secondaire II (qui y fait suite et conduit généralement à un diplôme, comme le certificat fédéral de capacité (CFC) ou la maturité).
Le degré tertiaire se subdivise entre formation tertiaire accessible avec un CFC (tertiaire B) et formation tertiaire accessible avec une maturité (tertiaire A). 

## Degrés

### Degré préprimaire
Le degré préprimaire (école maternelle ou école enfantine) est obligatoire dans certains cantons depuis quelques années et prépare les enfants à la scolarité obligatoire et est un droit dont jouissent les enfants dans tous les cantons qui le proposent. L'âge des enfants est arrêté au 31 juillet sans dérogation possible. Ainsi, les enfants ayant 4 ans le 1er août ne peuvent rentrer à l'école maternelle : ils auront donc 5 ans à leur première rentrée scolaire. Il en est de même pour tous les autres niveaux.
| Canton    | Préscolaire | Âge             |
| --------- | ----------- | --------------- |
| Berne     | 2 degrés    | 4-5 ; 5-6       |
| Fribourg  | 2 degrés    | 4-5 ; 5-6       |
| Jura      | 2 degrés    | 4-5 ; 5-6       |
| Neuchâtel | 2 degrés    | 4-5 ; 5-6       |
| Tessin    | 3 degrés    | 3-4 ; 4-5 ; 5-6 |
| Valais    | 2 degrés    | 4-5 ; 5-6       |
| Vaud      | 2 degrés    | 4-5 ; 5-6       |

Les 18 autres cantons alémaniques ont leur propre système scolaire.

### Degré primaire
- Dans la plupart des cantons, le degré primaire (école primaire) dure 6 ans.

| Canton    | Primaire | Âge                                                |
| --------- | -------- | -------------------------------------------------- |
| Berne     | 6 degrés | 6-7 ; 7-8 ; 8-9 ; 9-10 ; 10-11 ; 11-12             |
| Fribourg  | 6 degrés | 6-7 ; 7-8 ; 8-9 ; 9-10 ; 10-11 ; 11-12             |
| Genève    | 8 degrés | 4-5 ; 5-6 ; 6-7 ; 7-8 ; 8-9 ; 9-10 ; 10-11 ; 11-12 |
| Jura      | 6 degrés | 6-7 ; 7-8 ; 8-9 ; 9-10 ; 10-11 ; 11-12             |
| Neuchâtel | 8 degrés | 4-5 ; 5-6 ; 6-7 ; 7-8 ; 8-9 ; 9-10 ; 10-11 ; 11-12 |
| Tessin    | 5 degrés | 6-7 ; 7-8 ; 8-9 ; 9-10 ; 10-11                     |
| Valais    | 6 degrés | 6-7 ; 7-8 ; 8-9 ; 9-10 ; 10-11 ; 11-12             |
| Vaud      | 8 degrés | 4-5 ; 5-6 ; 6-7 ; 7-8 ; 8-9 ; 9-10 ; 10-11 ; 11-12 |

Les 18 autres cantons alémaniques ont leur propre système scolaire.

### Degré secondaire I
- Le degré secondaire I fait suite au degré primaire, généralement pour une durée de 3 ans. Avec lui s'achève l'obligation scolaire, à l'exception du canton de Genève où la formation est obligatoire jusqu'à 18 ans révolus depuis 2015.

| Canton    | Secondaire I                    | Nom                 | Âge                           |
| --------- | ------------------------------- | ------------------- | ----------------------------- |
| Berne     | 3 degrés                        | École secondaire    | 12-13 ; 13-14 ; 14-15         |
| Fribourg  | 3 degrés                        | Cycle d'orientation | 12-13 ; 13-14 ; 14-15         |
| Genève    | 3 degrés                        | Cycle d'orientation | 12-13 ; 13-14 ; 14-15         |
| Jura      | 3 degrés                        | École secondaire    | 12-13 ; 13-14 ; 14-15         |
| Neuchâtel | 3 degrés                        | École secondaire    | 12-13 ; 13-14 ; 14-15         |
| Tessin    | 4 degrés                        | Scuola media        | 11-12 ; 12-13 ; 13-14 ; 14-15 |
| Valais    | 3 degrés                        | Cycle d'orientation | 12-13 ; 13-14 ; 14-15         |
| Vaud      | 3 degrés (dès le 1er août 2013) | École secondaire    | 12-13 ; 13-14 ; 14-15         |

Les 18 autres cantons alémaniques ont leur propre système scolaire.

### Degré secondaire II
- Le degré secondaire II constitue la première phase de la scolarité post-obligatoire, à l'exception du canton de Genève où la formation reste obligatoire jusqu'à 18 ans révolus. Il comprend tous les programmes de formation professionnelle (AFP, CFC) et de formation générale (école de culture générale et école de maturité).
- Maturité gymnasiale : le gouvernement suisse et les cantons ont décidé, en 1995, de réformer la maturité gymnasiale. La nouvelle réglementation prévoit un seul type de maturité, une réduction du nombre de matières d'études et d'examens ainsi que la réalisation d'un travail de maturité en fin de formation. Ces réformes ont été concrétisées à partir de 2003. La maturité gymnasiale permet d'aller à l'université ou dans une école polytechnique fédérale (EPF).
- Maturité professionnelle : en 1993 déjà, avec l'introduction de la maturité professionnelle, le gouvernement et les cantons ont exprimé leur volonté d'améliorer les conditions générales de la formation professionnelle. La maturité professionnelle est basée sur la pratique et doit permettre aux diplômés d'entamer des études dans une haute école spécialisée (HES). Il existe actuellement six maturités professionnelles différentes : technique, commerciale, artisanale, artistique, santé-sociale, et technico-agricole. Cette maturité permet d'effectuer une passerelle pour aller à l'université ou dans une EPF.
- Maturité spécialisée : accessible après le diplôme d'école de culture générale. Permet d'aller dans une HES.
- Passerelle (Dubs) : les personnes titulaires d'une maturité professionnelle ou d'une maturité spécialisée ne peuvent ni s'inscrire à l'université, ni dans une EPF. Cependant, cette passerelle est une formation complémentaire qui leur permet d'accéder à ces études supérieures. Les candidats peuvent se préparer à l'examen complémentaire en autodidacte ou en suivant des cours préparatoires d'une année qui sont proposés par des écoles privées ou publiques. A Genève, il existe ainsi une école publique (Collège pour adultes Alice-Rivaz) et une école privée (Ecole de Préparation et Soutien Universitaire).

| Canton    | Secondaire II | Nom                                 | Âge                                   |
| --------- | ------------- | ----------------------------------- | ------------------------------------- |
| Berne     | 4 degrés      | Gymnase                             | 15-16 ; 16-17 ; 17-18 ; 18-19         |
| Berne     | 4 degrés      | École supérieure de commerce        | 15-16 ; 16-17 ; 17-18 ; 18-19         |
| Berne     | 3 degrés      | École de maturité professionnelle   | 15-16 ; 16-17 ; 17-18                 |
| Berne     | 3 degrés      | École de maturité spécialisée       | 15-16 ; 16-17 ; 17-18                 |
| Fribourg  | 4 degrés      | Collège / Gymnase                   | 15-16 ; 16-17 ; 17-18 ; 18-19         |
| Fribourg  | 3 degrés      | École supérieure de commerce        | 15-16 ; 16-17 ; 17-18                 |
| Fribourg  | 3 degrés      | École de culture générale           | 15-16 ; 16-17 ; 17-18                 |
| Genève    | 4 degrés      | Collège de Genève                   | 15-16 ; 16-17 ; 17-18 ; 18-19         |
| Genève    | 4 degrés      | École supérieure de commerce        | 15-16 ; 16-17 ; 17-18 ; 18-19         |
| Genève    | 3-5 degrés    | Centre de formation professionnelle | 15-16 ; 16-17 ; 17-18 ; 18-19 ; 19-20 |
| Genève    | 3 degrés      | École de culture générale           | 15-16 ; 16-17 ; 17-18                 |
| Jura      | 3 degrés      | Lycée                               | 15-16 ; 16-17 ; 17-18                 |
| Jura      | 3 degrés      | École supérieure de commerce        | 15-16 ; 16-17 ; 17-18                 |
| Jura      | 3 degrés      | École de culture générale           | 15-16 ; 16-17 ; 17-18                 |
| Neuchâtel | 3 degrés      | Lycée                               | 15-16 ; 16-17 ; 17-18                 |
| Neuchâtel | 3 degrés      | École supérieure de commerce        | 15-16 ; 16-17 ; 17-18                 |
| Neuchâtel | 3 degrés      | École de degré diplôme              | 15-16 ; 16-17 ; 17-18                 |
| Tessin    | 4 degrés      | Liceo                               | 15-16 ; 16-17 ; 17-18 ; 18-19         |
| Tessin    | 4 degrés      | Scuola cantonale di commercio       | 15-16 ; 16-17 ; 17-18 ; 18-19         |
| Tessin    | 3 degrés      | Scuola di diploma                   | 15-16 ; 16-17 ; 17-18                 |
| Valais    | 5 degrés      | Collège                             | 14-15 ; 15-16 ; 16-17 ; 17-18 ; 18-19 |
| Valais    | 3 degrés      | École supérieure de commerce        | 15-16 ; 16-17 ; 17-18                 |
| Valais    | 3 degrés      | École de culture générale           | 15-16 ; 16-17 ; 17-18                 |
| Vaud      | 3 degrés      | École de maturité (Gymnase)         | 15-16 ; 16-17 ; 17-18                 |
| Vaud      | 3 degrés      | École de culture générale (Gymnase) | 15-16 ; 16-17 ; 17-18                 |
| Vaud      | 3 degrés      | École de commerce (Gymnase)         | 15-16 ; 16-17 ; 17-18                 |

### Enseignement supérieur
L'enseignement supérieur est également appelé degré tertiaire de l'éducation. L'offre de formation à ce niveau en Suisse est très importante. Elle se divise principalement en deux domaines, celui des hautes écoles et celui de la formation professionnelle supérieure.
- Le domaine des hautes écoles comprend les hautes écoles universitaires (universités cantonales et écoles polytechniques fédérales), les hautes écoles spécialisées et les hautes écoles pédagogiques.

- Le domaine de la formation professionnelle supérieure est constitué par toutes les autres formations de degré tertiaire préparant au brevet fédéral ou au diplôme fédéral et par les écoles supérieures. La formation professionnelle supérieure se caractérise par une offre large et diversifiée d'institutions privées.

La Suisse a des universités figurant à un rang élevé au niveau mondial, notamment l'EPF Zurich qui figure au 7e rang mondial du classement mondial (QS) des universités 2024.

## Compétences dans le domaine de la formation
Dans l'esprit du « fédéralisme coopératif », la Confédération suisse et les cantons se répartissent les compétences dans le domaine de l'enseignement. D'une façon générale, les 26 cantons jouissent d'une grande autonomie. Celle-ci varie toutefois selon le type d'institution et le niveau d'étude à l'intérieur du système suisse d'éducation. 
Au niveau du préprimaire (jardin d'enfant) et à celui de l'école obligatoire (degré primaire + degré secondaire I), les cantons sont seuls responsables. La Confédération veille toutefois à ce que le droit à un enseignement primaire répondant à certaines exigences de qualité et au principe de gratuité soient respectés. 
Au degré secondaire II, la Confédération a la responsabilité de la formation professionnelle. La reconnaissance des certifications (certificat fédéral de capacité et maturité professionnelle) est fédérale.  
L'enseignement général du degré secondaire II, en particulier les gymnases, est quant à lui sous la responsabilité des cantons. Les examens de maturité qui marquent la fin des études gymnasiales sont du ressort des cantons. Les maturités gymnasiales sont reconnues ou non par la Confédération. Les certificats témoignent ainsi que leurs détenteurs possèdent les connaissances et les aptitudes générales nécessaires pour entreprendre des études universitaires. Des écoles privées, non reconnues par la Confédération, préparent directement à l'examen de la maturité fédérale. 
Au niveau de l'enseignement supérieur ou du degré tertiaire de l'éducation, les compétences sont également partagées. Selon la Constitution fédérale de 1999, la Confédération légifère sur la formation professionnelle supérieure. Elle a ainsi la responsabilité de la formation professionnelle supérieure et des HES. En outre, les deux écoles polytechniques relèvent de sa compétence, de même que l'encouragement de la recherche. Les cantons, quant à eux, ont la responsabilité de leur université, au nombre de dix. Celles-ci sont financièrement soutenues par la Confédération. 
(Source : La politique de l'éducation tertiaire suisse. Rapport national de la Suisse, remis à l'OCDE par la Confédération et les cantons, Berne 2002)

## Comparaison entre le système suisse et d'autres systèmes éducatifs
Le système éducatif suisse est différent du système français qui utilise l'année civile pour mesurer l'âge scolaire d'un enfant. Il s'ensuit que les classes françaises et suisses sont à cheval les unes par rapport aux autres, soit 6 mois en retard soit 6 mois en avance. Et que les niveaux ne se correspondent pas : par exemple le CP français ne pourrait être mis en rapport qu'avec la seconde moitié d'une 3h et le début d'une 4h.